# Ecnomus veratus
Ecnomus veratus là một loài Trichoptera trong họ Ecnomidae. Chúng phân bố ở miền Australasia.